# Uru-Eu-Wau-Wau
Los Uru-eu-wau-wau (también escrito Uru-eu-uau-uau) son un pueblo indígena de Brasil que vive en el estado de Rondônia.
Viven en seis aldeas en la frontera de la Terra Indigena Uru-Eu-Uaw-Uaw, la cual está compartida por tres subgrupos, los amondawa, los jupaú y los uru pa in, al igual que los jurureí, los parakua y dos tribus aisladas cuyos nombres aún se desconocen.

## Nombre
También son conocidos como los amondauas, bocas-negras, bocas-pretas, cabezas-rojas, cautários, sotérios, urpain, además de jupaú y urueu-wau-wau.

## Historia
Los Uru-Eu-Uaw-Uaw entraron en contacto con personal de la Fundación Nacional del Indio (FUNAI) en 1981, a lo cual le siguió una caída en su población. En 1981 había 250 personas uru-eu-wau-wau, pero solo 89 en 1993. Enfermedades y ataques violentos por grupos externos redujeron su población. Gomeros lucharon contra los delineamientos de la FUNAI sobre las tierras Uru-Eu-Wau-Wau. En 1991, uno de los depósitos más grandes del mundo de estaño fue descubierto en tierras Uru-Eu-Wau-Wau.
Después de 1993 su población volvió a incrementarse. La Terra Indígena Uru-Eu-Uaw-Uaw fue establecida por el gobierno brasilero para proteger a las tribus y solo los indígenas puede vivir legalmente en el territorio. No obstante, mineros y madereros han invadido sus tierras en forma regular. Existen misioneros activos entre los Uru-Eu-Wau-Wau, y una ONG llamada Kanindé está tratando de luchar en contra de influencias externas y asimilacionistas sobre los Uru-Eu-Wau-Wau.

## Idioma
Los uru-eu-wau-wau hablan el idioma uru-eu-wau-wau, una lengua tupi-guaraní, subgrupo VI. El idioma también es conocido como uru-eu-uau-uau, eru-eu-wau-wau, ureuwawau, or kagwahiva, y su código de idioma ISO 639-3 es "urz". Está estrechamente relacionado con el amondawa y el karipuna con los que conforma la rema meridional del conjunto lingüístico kawaiwa.

## Cultura
Tradicionalmente, los uru-eu-wau-wau eran horticultores en cuyos huertos había plantados ñames, mandiocas, boniatos, maíz y algodón. Utilizaban el veneno de la corteza de ciertos árboles en sus flechas para cazar tapires y otros animales. Son conocidos por sus distintivos tatuajes alrededor de sus bocas hechos de genipapo, una tintura vegetal.